# Filip Lăzăreanu
Filip Lăzăreanu (1981. július 5. –) román labdarúgó, jelenleg a magyar Kecskeméti TE kapusa. Korábban hazája klubcsapataiban játszott, 2007-ben igazolta le a Nyíregyháza, majd két év után a Kecskeméttel kötött 2+1 éves szerződést.

## Külső hivatkozás
- Adatlapja a HLSZ.hu-n[halott link]
- Transfermarkt.de profil